# Canción de medianoche
Canción de medianoche (en chino tradicional, 夜半歌聲; en chino simplificado, 夜半歌声; pinyin, Yèbàn gēshēng) es una película china de 1937 dirigida por Ma-Xu Weibang, un director conocido por su trabajo en el género de terror. A menudo referida como la primera película de terror china, o como el primer musical de terror, Canción de medianoche se inspira en la película de 1923 El jorobado de Notre Dame, la novela de 1910 El fantasma de la ópera (Le Fantôme de l'Opéra) de Gastón Leroux y la adaptación cinematográfica homónima de 1925.
Canción de medianoche fue estrenada cinco meses antes del estallido de la segunda guerra sino-japonesa en China. La trama principal de la película se refiere a las actividades de los revolucionarios de izquierda chinos y no eludió fácilmente la censura cinematográfica del Kuomintang, junto al serio castigo que sufrían las películas que trataban temas de terror, dioses, espíritus o «superstición y herejía» en ese momento. Con pasión por mantener su creación y con el fin de eludir con éxito las leyes de censura en China en ese momento, el director Ma-Xu Weibang visitó varias veces al escritor del himno nacional chino «Yiyongjun Jinxingqu» (Marcha de los voluntarios), Tian Han, mientras escribía el guion, para asegurarse de que esté fuera aprobado bajo censura.

## Sinopsis
En una noche oscura y tormentosa de 1926, un grupo de actores itinerantes —conocido como la Compañía de Teatro Angel— llega a un teatro abandonado cuya demolición está programada para que la compañía haya alquilado para montar una obra de teatro. Aunque inicialmente se sintieron intimidados por la naturaleza espantosa y descuidada del edificio, los actores se dispusieron a ensayar para su espectáculo. Una noche, el protagonista de la obra, Sun Xiao’ou, tiene problemas con las líneas del número principal de la obra, «Romance en el río Amarillo», y solicita estar solo en el teatro. Mientras continúa ensayando, una voz misteriosa e incorpórea comienza a cantar las líneas junto con Xiao'ou, enseñándole efectivamente el papel. Al preguntarle al demacrado cuidador del teatro, Xiao'ou se entera de que la voz pertenece a un actor que alguna vez fue famoso y que durante mucho tiempo se pensó que había fallecido: Song Danping. La voz de Danping le enseña a Xiao'ou la canción y la obra es un gran éxito. Después del espectáculo, el joven Xiao'ou espera agradecer a Danping por su ayuda y sigue su voz hasta una habitación en lo alto del teatro, donde Danping se sienta con una bata holgada y una gran capucha. Después de un poco de insistencia, Xiao'ou convence a Danping para que le cuente su historia.
En flashbacks, Danping revela que antes de ser aclamado como actor de teatro, fue un luchador revolucionario en la Segunda Revolución China, después de lo cual se vio obligado a esconderse y desarrollar una nueva identidad. Mientras vivía como Danping, el revolucionario clandestino se enamoró de Li Xiaoxia, cuyo padre no aprobaba a la pareja. Animado por el rival de Danping, Tang Jun, Danping fue torturado y finalmente atacado con ácido por los cómplices de Tang. Aunque sobrevivió al ataque, Danping quedó horriblemente desfigurado por las quemaduras de ácido y se sintió demasiado avergonzado para mostrarse a Xiaoxia. En lugar de enfrentarse a ella, Danping inició un rumor de su muerte, lo que a su vez llevó a Xiaoxia al punto de la locura.
En la actualidad, Danping explica que ahora vive en el aislamiento del ático del teatro, solo sale a cantar cada medianoche, consolando a una Xiaoxia mentalmente inestable con su canción. Al escuchar la trágica historia de Danping, Xiao’ou acepta ayudar a consolar a la angustiada Xiaoxia, cuya condición mejora notablemente después de conocer a Xiao’ou, quien se hace pasar por Danping.
Como paralelo a la resurrección de Danping a través de Xiao’ou a los ojos de Xiaoxia, la Compañía de Teatro Angel presenta una producción de la vieja obra de Danping, «Sangre caliente», con Xiao’ou interpretando el papel principal de Danping. Lo hace con gran éxito, ya que muchas personas acuden al teatro para ver la obra. Desafortunadamente para los protagonistas, uno de los asistentes es Tang Jun, antiguo rival de Danping y ahora dueño del teatro. Le gusta la novia de Xiao'ou, la también actriz Lu Die, lo que lleva a Tang Jun a abordar a Die en su camerino. Mientras Tang intenta forzar a Die, Xiao'ou llega y aleja a Tang de ella. Tang apunta con su pistola a Xiao'ou, pero para proteger a su novio, Die salta frente al disparo y muere.
Es en este preciso momento que Danping, al escuchar el disparo, sale de su escondite para finalmente enfrentarse a Tang. La pareja se abre camino hasta la cima de la torre mientras Xiao'ou hace todo lo posible para calmar sin éxito la creciente ira de la audiencia, los emocionados espectadores se convierten rápidamente en una multitud enojada que empuña antorchas. Arriba, Danping mata a su rival tirándolo por una ventana. La mafia pone su mirada en Danping, quien asumen que es un monstruo, debido a su apariencia espantosa.
La mafia persigue a Danping a una torre abandonada diferente, mientras Xiao'ou va con Xiaoxia. Acorralado en el edificio en llamas, Danping se lanza a la muerte en el río. En este mismo momento, Xiaoxia recupera la cordura. La película cierra con Xiao'ou prometiendo luchar para lograr los ideales de Danping, finalmente mostrándolo a él y Xiaoxia parados juntos, saludando al amanecer, mientras se reproduce una grabación de «Canción de medianoche» de Danping.

## Reparto
- Jin Shan como Song Danping (cantante de ópera);
- Hu Ping como Li Xiaoxia (amante de Song Danping);
- Gu Menghe como Tang Jun (el mafiosos);
- Shi Chao como Sun Xiao'ou (cantante de ópera);
- Xu Manli como Lv Die (amante de Sun Xiaoo'u);
- Wang Weiyi como el viejo Zhang (el viejo guardián);
- Liu Shangwen como líder de la compañía de ópera;
- Zhou Wenzhu como la enfermera;
- Chen Yun como Shu Fang;
- Xiao Ying como Li Xianchen;
- Li Junpan como Zhong Xiaotian;
- Chen Baoqi como el director de la compañía;
- Wang Yingying como la señora Zhong;
- Zong You como un asistente de la posada;
- Liang Xin como un asistente de la posada;
- Cai Juefei como miembro de la compañía.

## Temas
La autora Yiman Wang sostiene que Canción de medianoche no solo presenta indirectamente la ideología nacionalista de izquierda, sino que también alude a las ansiedades de guerra de los ciudadanos chinos a fines de la década de 1930. Según Wang, el fantasma de la película estaba relacionado con la traumática historia de Shanghái y Hong Kong, que estaban bajo la dominación colonial. De hecho, Yomi Braester señala que el estilo narrativo único de la película también la hace diferente del entretenimiento de las «películas suaves» más frecuente en la década de 1930. Braester continúa afirmando que debido a sus características «duras», los críticos de izquierda pudieron promover el realismo socialista a través de esta película, enfatizando la misión del cine de despertar a las masas.
El director Ma-Xu Weibang era sensible a la ansiedad política entre los ciudadanos y utilizó el género del horror para expresar implícitamente una sed intelectual por la revolución política y la incomodidad con el status quo. Braester también postula que la trama se complica por el tema de la cicatriz. Danping es un talentoso cantante de ópera cuyo rostro fue demacrado con una cicatriz horrible por los hombres de Tang Jun, y como tal, la cicatriz de Danping se convierte en la marca de la histórica batalla entre las fuerzas coloniales y revolucionarias. En la medida en que la deformidad facial señala el sacrificio de su portador y la realidad de su lucha, la cicatriz es un icono de virtud ideológica. Irónicamente, la cicatriz también se erige en contrapunto al mensaje revolucionario, porque a Danping se le impide llevar a cabo su misión debido a que no quiere mostrar su rostro en público, lo que podría interpretarse como una crítica velada a los censores cinematográficos. De hecho, a lo largo de la película, la cicatriz amenaza con convertirse en un signo de condena. El autor Christopher Rea también destaca la importancia de la propia voz de Danping como una influencia controladora sobre el mundo de la película. Por ejemplo, cuando Danping canta sobre lluvia y olas, al público se le muestran imágenes de estos fenómenos.

## Banda sonora
Canción de medianoche se estrenó con la llegada de las películas sonoras en China, y la tecnología de grabación de sonido proporcionó a la película efectos auditivos que no estaban presentes en las películas mudas. El uso de canciones como parte de la banda sonora de la película la distingue de otras películas de terror. Estas canciones contribuyen a la atmósfera aterradora del mundo de la historia y hacen progresar la trama. Las tres canciones escritas por Tian Han y Xian Xinghai muestran la belleza del lirismo chino clásico y poseen el espíritu de lucha del pueblo chino contra los japoneses. Por ejemplo, solo se muestra la silueta de Danping mientras interpreta «Canción de medianoche» al comienzo de la película, con el fin de establecer una sensación de ambientación y misterio, ya que es cantada por una figura desconocida para el público.
| Título                                   | Escrita por | Producida por | Tiempo de aparición en la película |
| ---------------------------------------- | ----------- | ------------- | ---------------------------------- |
| «Canción de medianoche»《夜半歌声》      | Tian Han    | Xian Xinghai  | 9 minutos                          |
| «Amantes en el Río Amarillo»《黄河之恋》 | Tian Han    | Xian Xinghai  | 32 minutos                         |
| «Sangre caliente»《热血》                | Tian Han    | Xian Xinghai  | 71 minutos                         |

## Lanzamiento y recepción
Después del lanzamiento en febrero de 1937, Canción de medianoche se hizo instantáneamente conocida en casi todos los hogares de Shanghái y logró un gran éxito de taquilla. El autor Yomi Braester afirma en su libro Revolution and Revulsion que donde se proyectó Canción de medianoche, especialmente en las principales ciudades costeras, el uso de la representación revolucionaria ganó adeptos debido a la tensión interna de las tramas. El periódico vespertino de Dawanbao revisó la película y advirtió que era un error simplemente producir una película de terror; sin embargo, el columnista, llamado Ye Di, afirma que no hay nada de malo en hacer películas de terror, pero solo mientras alienten a la gente a luchar contra su destino. La popularidad de la película se debió no solo a su contenido sino también a su publicidad. El marketing de la película incluyó un ataúd de gran tamaño colocado fuera de un teatro, un póster con la cara del fantasma con focos de luz en lugar de ojos y rumores de que el póster antes mencionado había asustado a un niño hasta la muerte. Posteriormente, la película se publicitó con la advertencia de que «No se admiten menores de seis años», despertando aún más el interés de la audiencia. Zhang Shankun, el productor, aprovechó esta oportunidad para difundir la noticia que finalmente se hizo famosa en Shanghái. También ostentaba el récord de películas nacionales de 1936 en taquilla. Con una fuerte campaña publicitaria, Canción de medianoche causó sensación en el público en ese momento, y fue nombrada como una de las mejores 100 películas chinas tanto por los Hong Kong Film Award en 2005 como por el Asia Weekly en 1999.
La película fue la primera adaptación sonora de El fantasma de la ópera de Gastón Leroux en forma de largometraje y, aunque no es la interpretación más conocida de la novela, es considerada la interpretación cinematográfica más popular por los críticos de cine en el mundo de habla china. Además, Canción de medianoche revela una dialéctica incómoda entre el mensaje revolucionario y las imágenes de terror, tal como se publicó en febrero de 1937, en vísperas de la invasión japonesa y durante una campaña acalorada por mensajes sociales claros en la literatura. Según Christopher Rea, en su libro Chinese Film Classics 1922-1949, la película expresa un sentimiento de pavor por un país al borde de la guerra, ya que el estado de ánimo de horror y trepidación de la película se combina con su mensaje político.

## Influencia occidental
Canción de medianoche no es una típica historia de terror china; no presenta a ninguno de los personajes iconográficos de la ficción de terror tradicional china, como espíritus zorros, doncellas fantasmales, sacerdotes taoístas o eruditos itinerantes. Más bien, se considera que muchos elementos de Canción de medianoche se inspiraron en el horror occidental. Por ejemplo, los detallados escenarios expresionistas indican que Ma-Xu se ha inspirado en películas estadounidenses como Frankenstein. También hay algunas similitudes con la película expresionista alemana Nosferatu de 1922. Además, el compositor Nian Zinghair mezcló elementos de la ópera china tradicional y occidental popular.
El final de Canción de medianoche es muy similar al de Frankenstein, en el que en ambas películas, el «monstruo» es perseguido por la turba de fuego en una estructura y asesinado después de que la estructura se incendia. El fantasma de Canción de medianoche también toma prestado el patetismo de Frankenstein como una figura monstruosa y simpática. De manera similar, según David Robinson, Canción de medianoche se considera la versión china de El fantasma de la ópera de 1925, siendo, en su opinión, una interpretación creativa y fascinante de la obra de Leroux. En ambas películas, el fantasma proporciona tutoría vocal a actores jóvenes que se preparan para una obra de teatro. Ambos fantasmas también están impulsados por la pasión. En El fantasma de la ópera, el fantasma quiere que su protegida sea su esposa eterna, y en Canción de medianoche, Danping quiere usar a su protegida para acercarse a su amor perdido hace mucho tiempo.
Escribiendo para la revista Paste, el crítico Jim Vorel señala que Canción de medianoche «presagia decisiones creativas» más tarde presentes en El fantasma de la ópera de Universal Pictures de 1943. El ejemplo que proporciona es la desfiguración del fantasma a través del ataque con ácido.

## Secuela y adaptaciones
Una secuela de la película original se estrenó por primera vez en 1941: Canción de medianoche 2, continuando la historia de Song Danping.
Canción de medianoche y su secuela de 1942 también se han rehecho varias veces en Hong Kong y China continental. La primera adaptación, también llamada Canción de medianoche, fue dirigida por Li Ying y salió en 1956. La segunda adaptación, llamada Pesadilla de medianoche, es una serie de dos partes del director hongkonés Yuan Qiufeng, estrenada en 1962 (parte I) y 1963 (parte II). Protagonizada por Betty Loh Ti y Lao Zhei. La tercera adaptación, dirigida por el director chino Yang Yanjin, también llamada Canción de medianoche, se realizó en 1985. La cuarta adaptación, dirigida por Ronny Yu, fue lanzada en 1995, bajo el título de The Phantom Lover. Fue la adaptación más famosa, protagonizado por la cantante pop Leslie Cheung en el papel principal de Song Danping.